# شبنم كيمياجولو
شبنم كيمياجولو (بالإنجليزية: Şebnem Kimyacıoğlu)‏ مواليد 14 يونيو 1983 في كاليفورنيا، الولايات المتحدة، هي لاعبة كرة سلة تركية/أمريكية. تلعب في الدوري التركي لكرة السلة للسيدات. يبلغ طولها 6 قدم 0 بوصة (1.8 م). مثلت منتخب بلادها. شاركت في دورة الألعاب الأولمبية الصيفية سنة 2016.

## روابط خارجية
- شبنم كيمياجولو على موقع الاتحاد الدولي لكرة السلة (الإنجليزية)
- شبنم كيمياجولو على موقع كرة السلة الأوروبية.كوم (الإنجليزية)
- شبنم كيمياجولو على موقع كلية كرة السلة في سبورتس رفرنس.كوم (الإنجليزية)
- شبنم كيمياجولو على موقع بروبوليرز (الإنجليزية)
- شبنم كيمياجولو على موقع سبورتس رفرنس (الإنجليزية)
- شبنم كيمياجولو على موقع اللجنة الأولمبية الدولية (الإنجليزية)
- شبنم كيمياجولو على موقع أوليمبيديا (الإنجليزية)